# Bucle omega

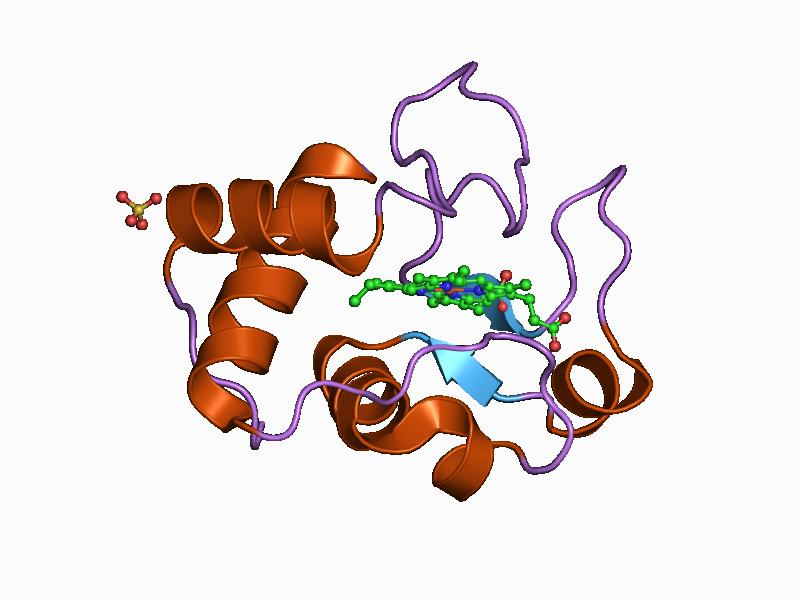
Representación gráfica de un bucle omega.

El bucle omega es un motivo de la estructura secundaria de las proteínas, encontrado en particular en la superficie de proteínas globulares. Se compone de un bucle de cualquier longitud y cualquier secuencia de aminoácidos. El único requisito es que los residuos que componen el principio y el final del bucle están muy cercanos. Fueron descritas por vez primera en 1986 y deben su nombre a que su forma se asemeja a la letra griega omega en mayúsculas. Este motivo puede participar en el reconocimiento molecular, la estabilidad y el plegado de la proteína. Por ejemplo, en la enzima triosa fosfato isomerasa forma una interacción que estabiliza dos dominios de la proteína en un dímero.